# Szibüllák

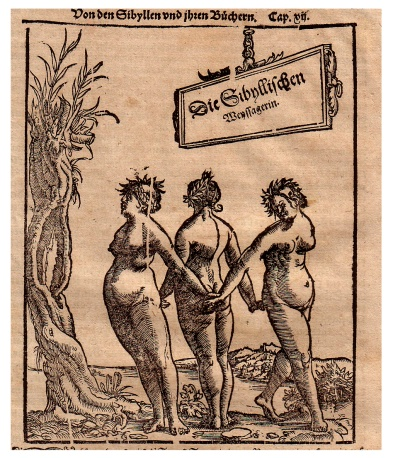
Sebastian Münster: Szibüllák (1598)

A szibüllák vagy szibillák (ógörögül: σίβυλλα [szibülla], latinul: sibylla) titokzatos jósnők, akik látnoki képességüknél fogva anélkül fedték fel a jövőt, hogy kérdéseket intéztek volna hozzájuk; többnyire szerencsétlenségeket, baljós eseményeket, katasztrófákat jeleztek előre. Ők „az antik hagyomány isteni ihletésre jövendölő prófétanői, az isteni tudás és a legmélyebb bölcsesség megtestesítői.” Alakjukat a görög és a római mitológia mondáin keresztül ismerjük, valódi létezésük ma is vitatott.
Több pre-indoeurópai eredetű regében szerepel egy jövőbe látó bölcs asszony, és az ókori nyugat-ázsiai népek mítoszaiban is vannak olyan rövid versek, amelyeket állítólag egy Szibülla nevű jósnő írt. A név etimológiája ismeretlen; az egyik mai álláspont szerint Szibülla „valószínűleg keleti föníciai vagy arameus eredetű lehet. Jelentése ennek megfelelően: Istentől ihletett, elragadtatott.”
Hatottak földrajzi elnevezésekre is, hiszen Olaszországban az Appenninek keleti oldalán, közel az Adriához található a Monti Sibillini Nemzeti Park. Néhány kutató szerint itt keresett menedéket egy szibülla, azért kaphatta a hegység a nevét.

## Egy Szibülla, négy Szibülla, tíz Szibülla…

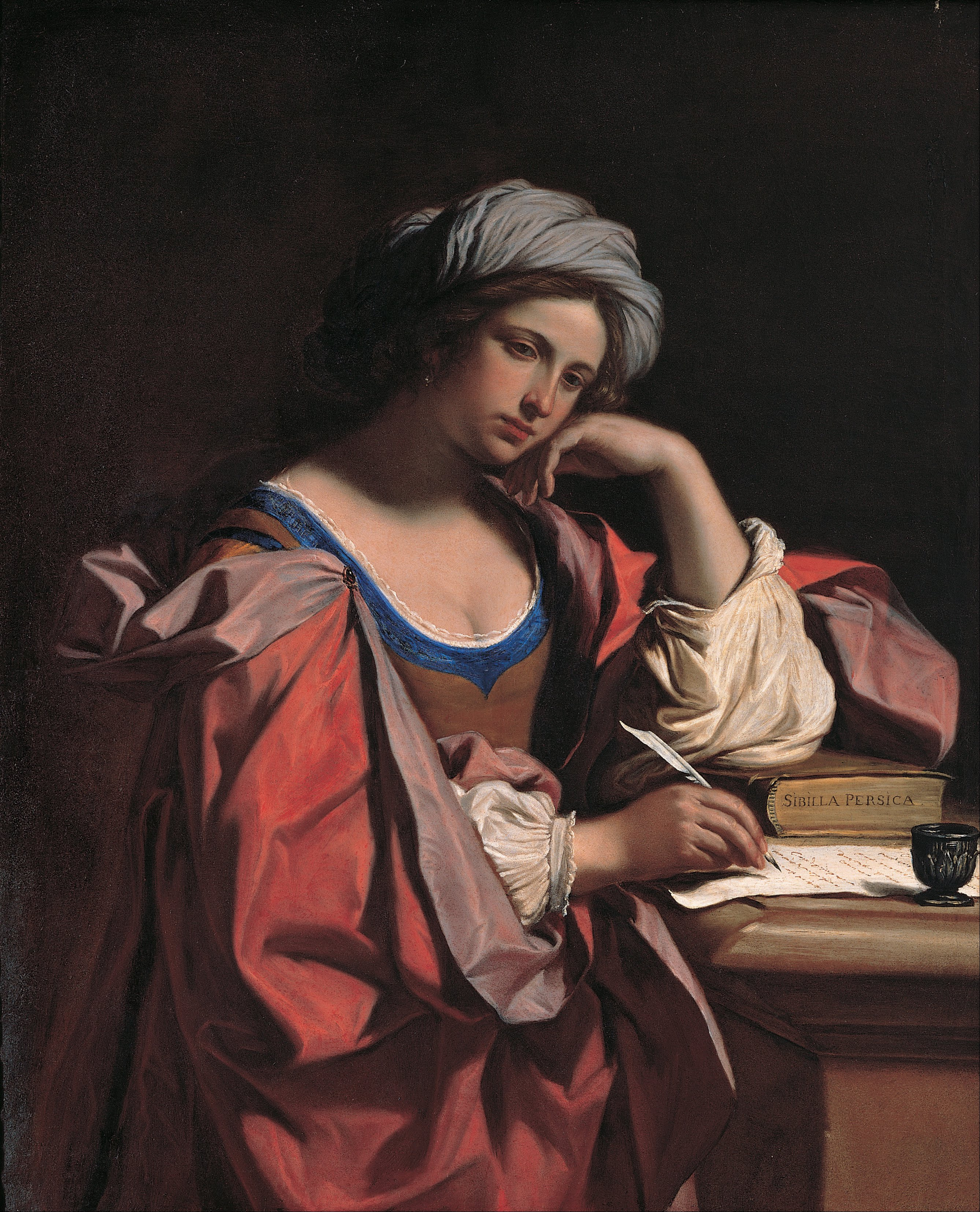
Guercino: Perzsiai Szibülla, 1647 – 1648

A görög irodalmi alkotások között elsőként az i. e. 6. században Hérakleitosz említi a Szibülla nevet: „The Sibyl, with frenzied mouth uttering things not to be laughed at, unadorned and unperfumed, yet reaches to a thousand years with her voice by aid of the god.” (Hérakleitosz, 12. töredék). Alakja már Homérosznál is megjelenik, de még név nélkül. Később Arisztophanész, Euripidész, Platón műveiben név szerint szerepel és Hérodotosz néhány jóslatot is idéz. Mindez arra utal, hogy csupán egy Szibülla létezett és az elnevezés tulajdonnév.
Származását és szülőföldjét tekintve is sokféle mondaváltozat ismert: az egyik álláspont szerint a prófétanő Zeusz és Lamia lánya, Libüssza volt, és látomásait is Zeusz ihlette; mások Apollón papnője, kedvese, felesége illetve leányként említik; egyesek szerint Líbiában született, mások szerint eredete Phrügiába, vagy a Trója melletti Marpésszoszba vezethető vissza. A mondák szerint Szibülla rendkívül hosszú élete során többfelé vándorolt, és csak halála közeledtét érezve tért vissza szülőföldjére.
Latin irodalmi források szerint a Szibülla Apollón-kultuszához kötődő jósnő volt. A római mondák szerint egy földi halandó (halász) és egy nimfa lányaként látta meg a napvilágot, és már kisded korában verses jóslatokat közölt az emberekkel. Ovidius az Átváltozások című költeményében úgy meséli, hogy Apollón, szerelméért cserébe azt ajánlotta Szibüllának, hogy annyi évig élhet, ahány homokszem van egy marék porban. A homokszemek száma ezer is megvolt, de miután a lány évei mellé elmulasztott ifjúságot is kérni, ezért az öregség és kor megtörte és végül egyetlen vágya maradt: a halál. Egy másik mondaváltozat szerint Apollón végül megkönyörült rajta, és tücsökké változtatta, ezért élete végén már senki sem látta, csak rémítő jövendölő hangját hallhatták mindenütt.
Egyes regék szerint a jósnő vándorolt; más elbeszélések szerint képes volt egyszerre több helyen is megjelenni – az ókori filozófusok mindezt azzal magyarázták, hogy nem egy, hanem több látnoknő volt, akik mind felvették a Szibülla nevet.
Azzal, hogy esetleg több Szibülla létezett, először Arisztotelész írásaiban találkozunk, aki négy jósnőt említ. Pauszaniasz szintén négyet, amelyek eredetük szerint a líbiai Szibülla, marpésszoszi Szibülla, küméi és babilóniai Szibülla. A szibülla szó itt már köznév, a látnoknők általános megnevezésére szolgál. Az i. e. első századi polihisztor, Terentius Varro (i. e. 116–27.) szerint legalább tíz különböző Szibülla volt: perzsiai, líbiai vagy libüéi, delphoi, kimmeriai, erüthrai, számoszi, küméi, hellészpontoszi vagy marpésszoszi, phrügiai, és végül a tiburi.
A Szibülla-kultusz az i. sz. 1. századig tartott, de emléke a 4. századig megőrződött.

### A perzsiai Szibülla

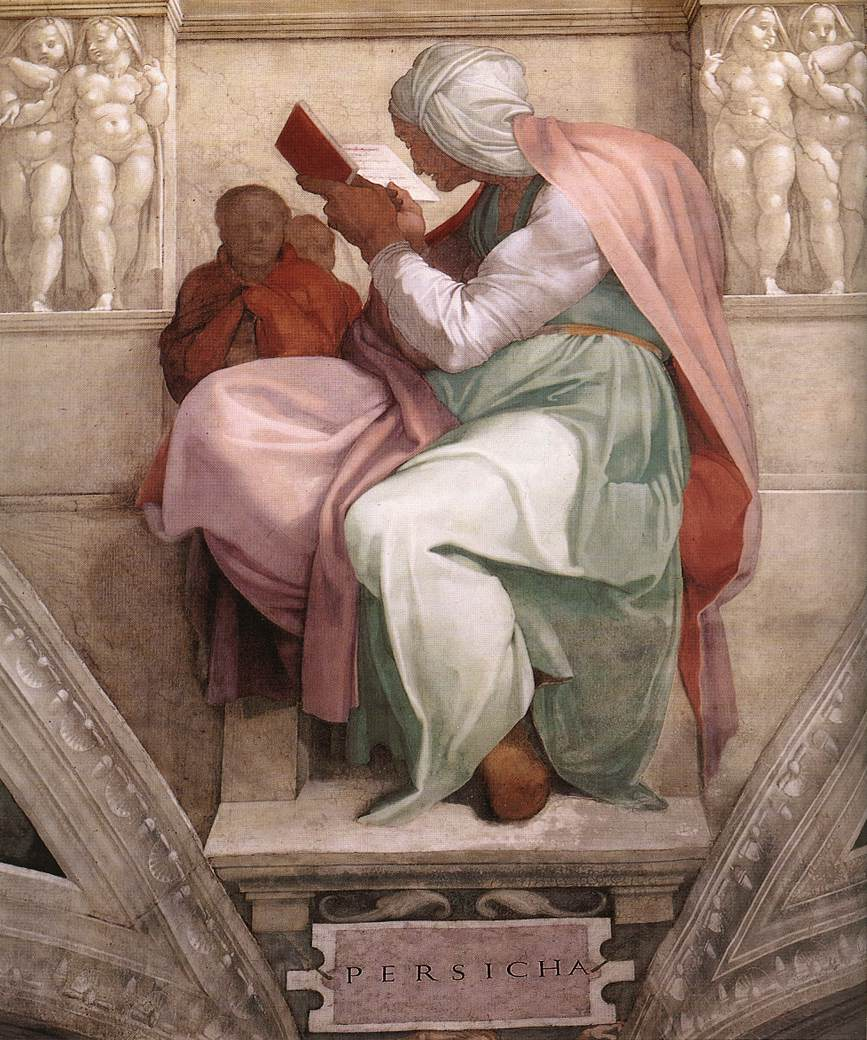
Michelangelo: Perzsiai Szibülla

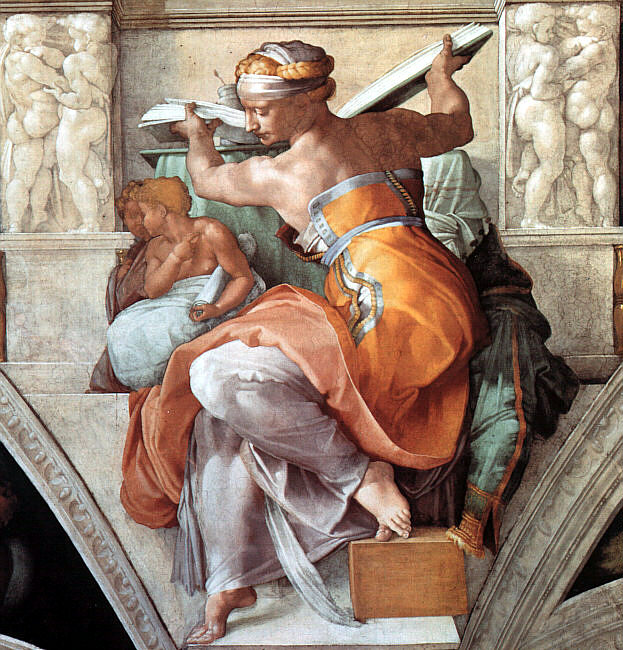
Michelangelo: Líbiai Szibülla

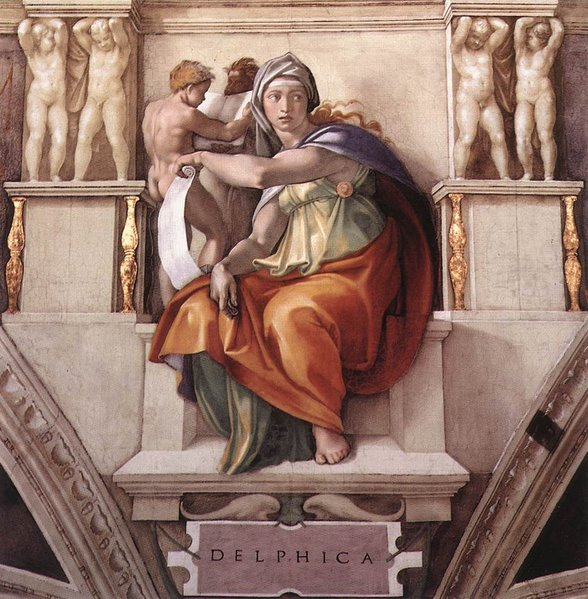
Michelangelo: A delphoi Szibülla

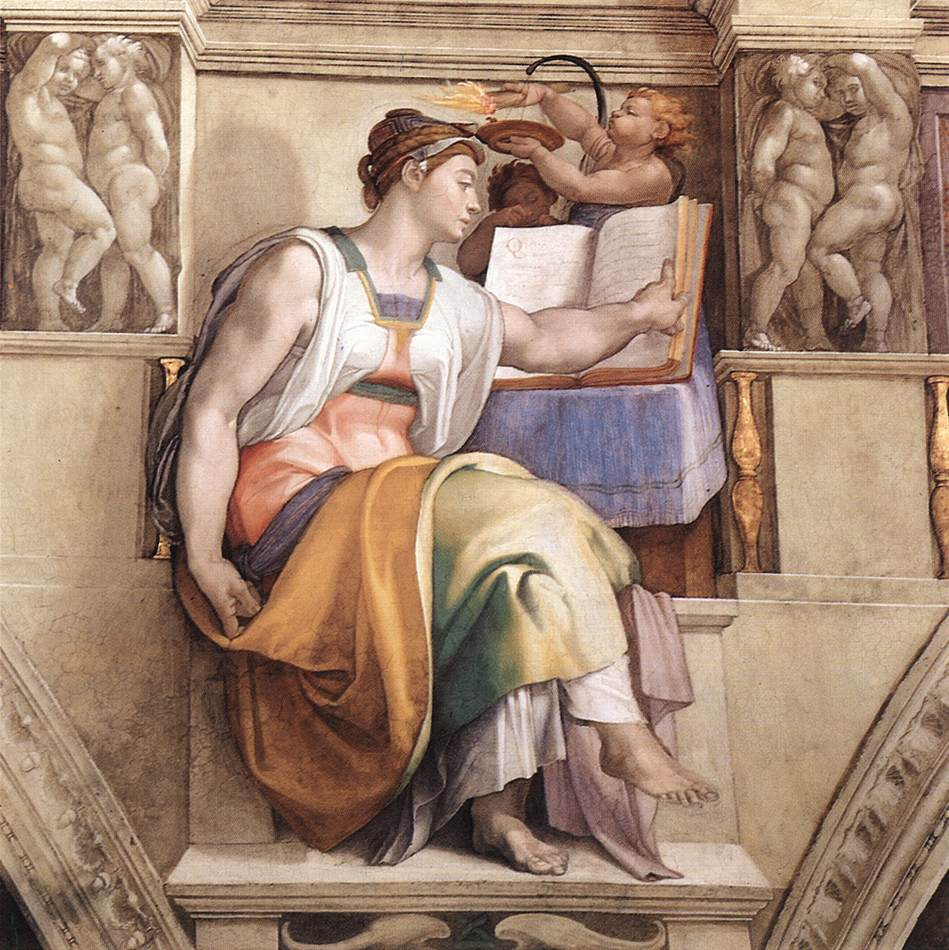
Michelangelo: Erüthrai Szibülla

A perzsiai Szibülla Apollón jósdájának látnoki képességű papnője volt; feltételezetten a jóshely fekvése miatt „babilóniai Szibüllának” is nevezték. Ő jövendölte meg Nagy Sándor hőstetteit, és az Apokalipszis dühöngő tengeri és szárazföldi vadállatának eljövetelét.
A perzsiai Szibüllát Noé Sambethe nevű lányával azonosítják.

### A líbiai Szibülla
A líbiainak nevezett szibüllát az egyiptomi sivatag Szíva-oázisban működő Zeusz-szentély prófétáló papnőjeként említik. Anyja Lamia – az egyiptomi Bélosz király lánya, líbiai királynő volt, akinek Zeusz több gyermeket nemzett, de a féltékeny Héra sorra megölte őket. Az őrjöngő Lamiát végezetül lidérccé változtatta, aki – megtébolyodottan – az alvilágból járt fel gyermekeket rabolni és ölni; Lamia nevének jelentése kígyó vagy medúza.
A líbiai Szibülla apokaliptikus jóslatai a bibliai Jeremiás látomásaihoz voltak hasonlatosak; jóshelye Nagy Sándor látogatása után vált híressé.
Euripidész Lamia című tragédiájának prológusában idézi meg a líbiai Szibüllát.

### A delphoi Szibülla
A delphoi Szibülla a Parnasszosz lábánál fekvő Apollón-szentély legendás hírű alakja volt, aki a delphoi jósda felvirágzása előtt, i. e. 1200 és i. e. 800 között élt. Alakja – bár sokan összekeverik – nem azonos a babérlevelet rágcsálva, vulkáni gázoktól aléltan jósoló Püthiával.
Pauszaniasz szerint a delphoi Szibülla egy tengeri szörnyeteg és egy halhatatlan nimfa gyermeke volt; félig ember, félig istennő, aki röviddel a háború kitörése előtt érkezett Trójából Delphoiba bátyjával, Apollónnal együtt. Más források szerint a delphoi Szibülla eredetileg Gaia istennőtől kapta látnoki képességét, aki később lányaira, Themiszre és Phoibéra bízta híres delphoi szentélyét. (Később Phoibé unokájának adta örökül – így lett Apollón a jóshely isteni őre és a látomások ihletője.)
A delphoi Szibülla egyik utolsó jóslatában állítólag megjövendölte Jézus születését.

### A kimmériai Szibülla
A kimmériai Szibülla, más néven Karmenta vagy Karmentis, termékenység és jövendőmondó istennőként tisztelt forrásnimfa, aki 60 évvel a trójai háború előtt vándorolt Árkádiából Itáliába. Letelepedvén a campaniai Kimmerium városában prófétált. Őt tartják az első, 15 betűből álló latin ábécé megalkotójának. Mivel a régi város az Avernói-tó közelében feküdt, egyes kutatók azonosítják a küméi szibüllával.
Naevius az első pun háborúról szóló könyvében, valamint Calpurnius Piso Frugi a hét fejezetből álló Annales (Évkönyvek) című munkájában találunk említést a kimmeriai Szibülláról.
Szibülla fia, Evander (a görög mondákban: Euandrosz) Pallantium néven várost alapított a későbbi Róma központi dombján, a Palatinuson és Pan égisze alatt ő honosította meg a domb aljában lévő Lupercal-barlangtól induló Lupercalia-ünnepeket, amelyet évente, február 15-én tartottak.

### Az erüthrai Szibülla
A erüthrai Szibülla a legtiszteltebb látnokok egyike volt, aki a kis-ázsiai Iónia egyik városában, Erüthraiban született (romjait ma Litri néven nevezik). A Szibüllát több néven is emlegették: Hérophilé, Artemisz és Szümmakhia.
A mondák szerint már kisgyermekként Apollón papnőjévé szenteltette magát, bár szülei ellenezték döntését. Élete során háromszor háromszáz évig vándorolt, majd halála közeledtét érezve visszatért szülőföldjére, ahol Apollón-szentélyében temették el. „Egy másik hagyomány úgy tartja, hogy Apollón dühében lenyilazta, de jóslatai halála után is tovább élnek. Véréből sűrű fű nőtt, amelyek magvaival táplálkoztak a madarak, megszerezve ezáltal a jóslás tudományát, és ők nyilatkoztatták ki a jövendőt az embereknek. Egy Itáliában elterjedt legenda szerint nem Erüthraiban érte a halál, hanem Cume-ban: Apollón ugyanis azzal a feltétellel adta meg a hosszú életet, hogy elhagyja hazáját, és soha nem látja viszont az erüthrai földet.”
Apollodórosz művei úgy írják le, hogy ő jósolta meg a görögök Trója elleni nagy háborúját; Hekaté álma nyomán előre látta, hogy szép Heléna Európa és Ázsia romlására jön a világra; látta, hogy a harc történetét egy vak ember az ő versei nyomán fogja megénekelni, aki azonban műveivel sok hazugságot is az utókorra hagy.
Jóslatai arról híresek, hogy ún. akrosztichonokban fogalmazták őket – azaz olyan versekben, amelyekben a verssorok vagy versszakok kezdőbetűit összeolvasva egy nevet vagy egy bölcs mondást kapunk.

### A szamoszi Szibülla
Szamosz szigetén élő látnoki képességű asszony volt.

### A küméi Szibülla

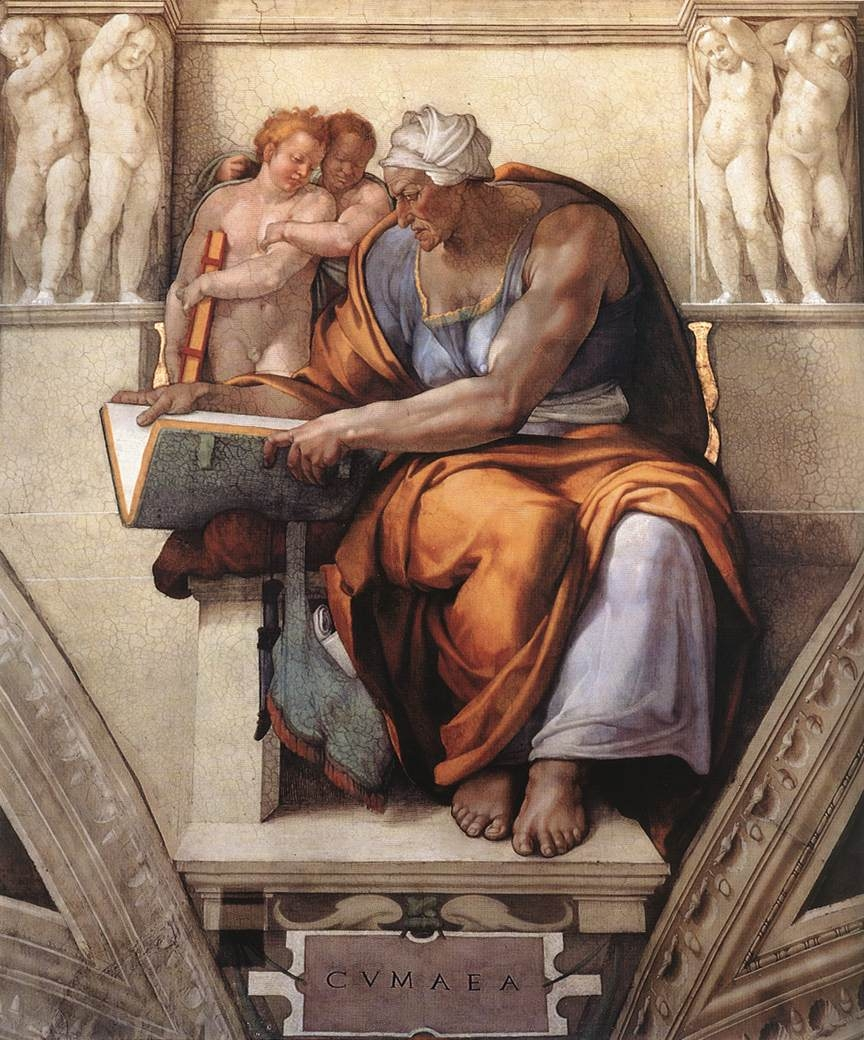
Michelangelo: A küméi Szibülla

A küméi Szibülla irodalmilag a legnevesebb és legtiszteltebb látnoknő a szibüllák sorában. Híres barlangja a Nápoly melletti Kümében (a mai Cumában) ma is látható. Egyes feltételezések szerint azonos a hellészpontoszi és az erüthrai Szibüllával, aki több forrás szerint hétszáz éves korában vándorolt Itáliába; bár – hiteles források hiányában – meglehet, hogy lénye és jóslatai csupán a költői képzelet szüleményei.
A küméi Szibüllát is több néven emlegették: Démó vagy Démophilé, Amaltheia, Kirké, Euboia.
A Szibüllát Vergilius örökítette meg az Aeneis hatodik könyvében. Aeneas, aki Hektór után a második legnagyobb trójai hős volt, partra szállt Latinumban, és találkozott a küméi Szibüllával, aki vezetője lett Hadészban, ahová a legenda szerint az Avernói-tóból lehetett lejutni. Ezután Aeneas feleségül vette Laviniát, Latinus király leányát, így ő lett a rómaiak őse, akit eleste után istenként tiszteltek. Vergilius szerint Szibülla egy hatalmas barlangban élt, ahová száz ajtó vezetett. Borzalmas nő volt és „a hegy mélyébe nyúló végtelen üregben”, különös lelkiállapotban, rettenetes hangok és őrjöngő mozdulatok kíséretében hirdette ki jóslatait:
… eltorzul képe eközben,

Színében megváltozik és a haja borzad, a szívét

Rázza pedig vad háborgás keblében; az isten

Szelleme szállta meg, attól nőtt meg, hangja is attól

Kapta nem emberi csengését… (Aeneis, VI. 47-51., Lakatos István fordítása)
A küméi Szibülla alakja (más irodalmi forrásokban is; pl: Dante, Bandello, Giuseppe Parini költeményeiben) mint visszataszító külsejű, megszállottként viselkedő jósnő maradt meg az emlékezetben, ami még rejtélyesebbé teszi legendákba vesző alakját.

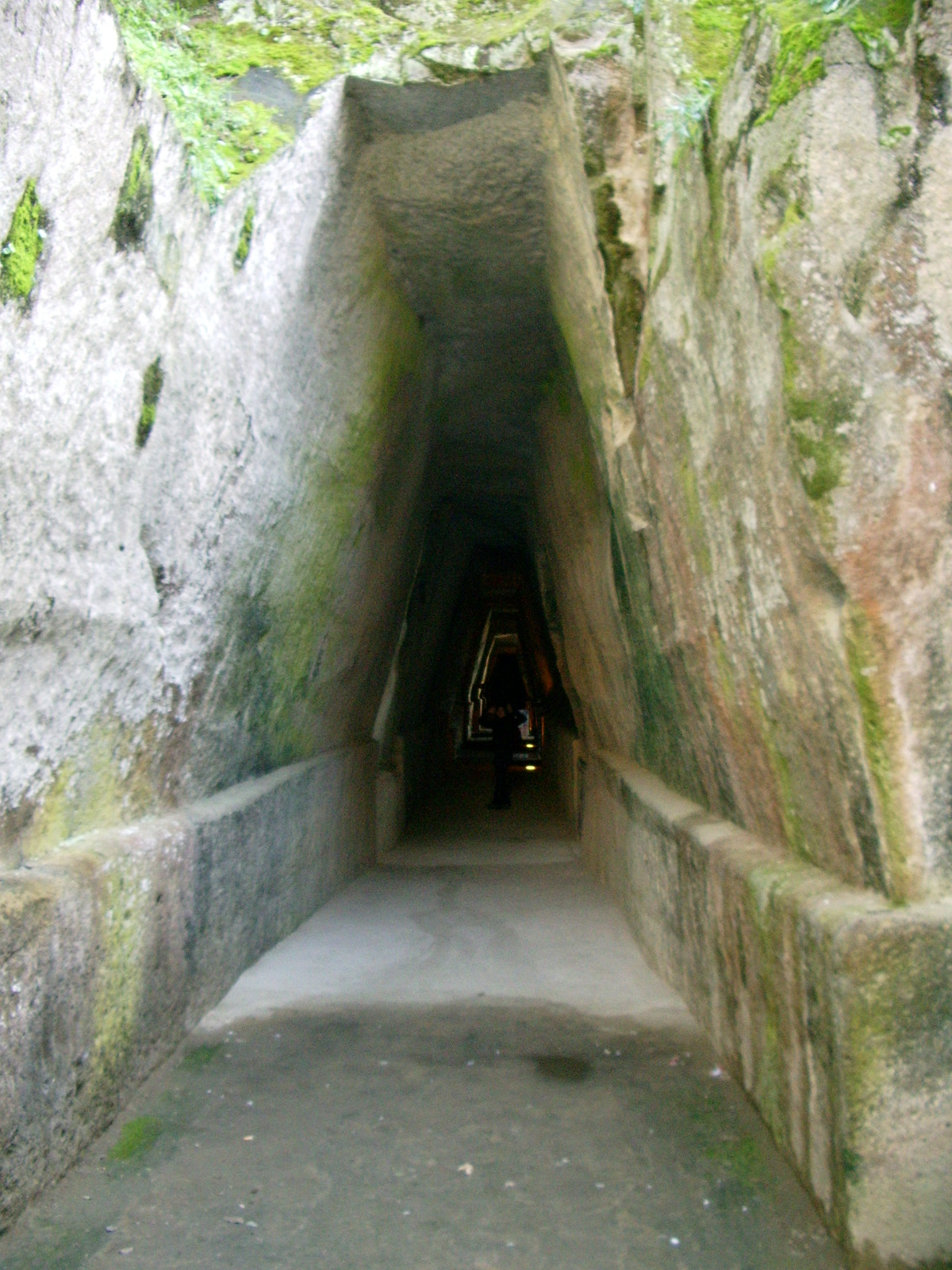
Szibülla barlangja

A küméi Szibülla titokzatos barlangját 1932-ben a neves régész Amedeo Maiuri fedezte fel. A barlanghoz a tufadombba vájt, 131 méter hosszú, a mükénei fellegvárak futóárkaihoz hasonlóan trapéz keresztmetszetű, egyenes alagút vezet. Az alagútnak a tenger felőli oldalon hat ablaka van, és az itt beszűrődő világosság, a fény és árnyék izgalmas váltakozását idézi elő – ami bizonyára nagy hatással lehetett a látogatókra. A hegy felőli oldalon medencék sorakoznak; a hagyomány szerint ezek vizében tisztult meg a Szibülla jövendölés előtt. A folyosó végén egy előcsarnok van néhány sziklába vájt paddal, majd egy négyszögletes alaprajzú boltozatos helyiség következik, három nagy falfülkével; ezek egyikéből egy kisebb szobába vezet az út, amelyet szintén három fülke díszít. Maiuri szerint a nagyobb helyiségben zajlott a jövendölés és valószínűleg a kisebb szoba volt Szibülla lakhelye. Ezt az elképzelést egy, a barlangban talált i. e. 7. századi ión dialektusban íródott feliratos bronzkorong támasztja alá. Ám Maiuri értelmezésével nem mindenki ért egyet. A barlanghoz vezető alagút keletkezését későbbre, az i. e. 6–5. századra teszik és feltételezik, hogy az ischiai görög telepesek raktára lehetett; a medencéket pedig víztartalék tárolására használták. Mások úgy gondolják, hogy a medencék, az alagút és a barlang katonai célt szolgáltak és a római korban készültek.
A hagyomány szerint a küméi Szibülla falevelekre írta jóslatait, amelyeket azután szétszórt a szélben. A kérelmezők feladata volt, hogy a leveleket összeszedjék és a jóslatokat értelmezzék.
Szintén e Szibülla alakjához kötődnek a Szibülla-könyvek és azok eladásának története; valamint, Vergilius Negyedik eklogája nyomán, a küméi Szibülla látomásának vélik a Szűz és a kisded eljöveteléről, az aranykorról szóló jóslatot, emellett az Augustus által megrendezett százados játékokhoz is az ő jóslatának segítségét vették igénybe. Jövendölésében leírta a játékok pontos menetét, a résztvevők számát, a megjelenítendő isteneket.

### A hellészpontoszi Szibülla
A hellészpontoszi, marpésszoszi vagy trójai szibülla az ősi trójai város, Gergéthosz közelében, egy kis faluban, Marpésszoszban született, majd a Dardania városában működő Apollón-szentély papnője lett.
A mondai hagyományok szerint Szolón (i. e. 638–558) vagy Nagy Kürosz (i. e. 559–529) perzsa király korában vetette papírra látomásait, amelyek a kilenc tekercsből álló Szibülla-könyvek néven váltak híressé. Alakját azonosítják az erüthrai és a küméi Szibüllával.

### A phrügiai Szibülla

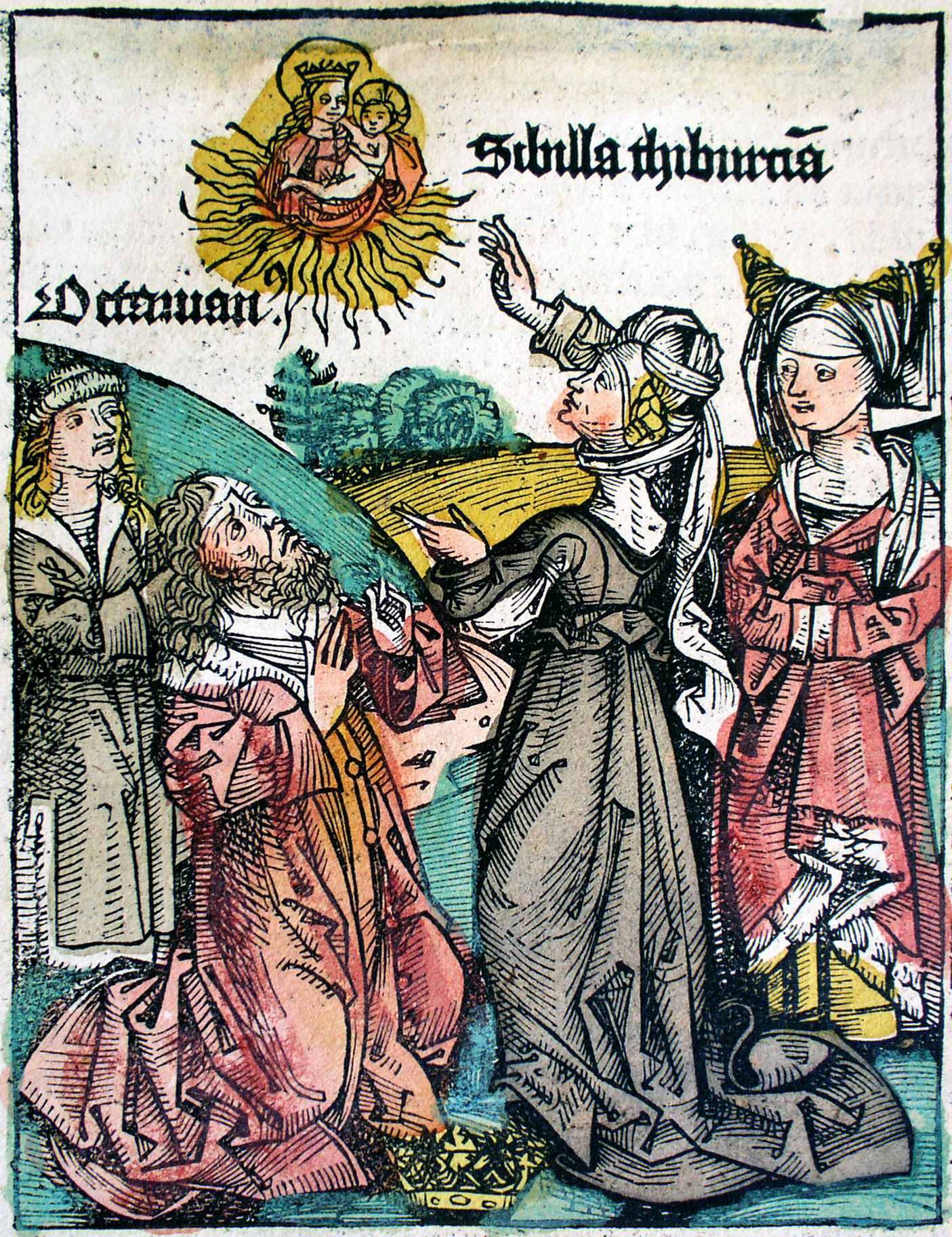
Augustus császár és a tiburi Szibülla találkozása, Nürnbergi Krónika, 1493

A phrügiai Szibülla a tudósok mai álláspontja szerint azonos a hellészpontoszi Szibüllával.

### A tiburi Szibülla
A klasszikus görög szibüllák sorát a római mítoszok szerint a latin nyelven jósoló tiburi Szibülla zárja, aki az ősi etruszk városban, Tiburban (a modern Tivoliban, Olaszország) hirdette látomásait.
Egy római monda szerint Augustus császár és a Szibülla misztikus találkozása során ő mutatta meg a császárnak Máriát karján a kis Jézussal, egy égi jelenésben. Ezért a keresztény, kiemelten a reneszánsz korabeli művészet a tiburi Szibüllát ábrázolja a Messiás megjövendölőjeként. (Ugyanezt a jóslatot Vergilius a küméi jósnő szájába adja.)
A keresztény író Lactantius Divinae Institutiones (Isteni tanítások) című művében nyoma sincs kétségnek, hogy a Messiás prófétája a tiburi Szibülla volt.
A tiburi Szibülla, neve Albunea, akit a látomásait ihlető Anio folyó partján fekvő Tiburban istennőként tisztelnek, könyvet tart kezében. Jóslatai a Senatus révén a Capitoliumba jutnak. (Divine Institutes I.vi)

További híres próféciái: az apokalipszis borzalmait leíró látomásai, amelyeket állítólag i. e. 380 körül jegyzett le; valamint a keresztény császár, I. Constantinus uralkodásának mejövendölése.

## Kései Szibüllák

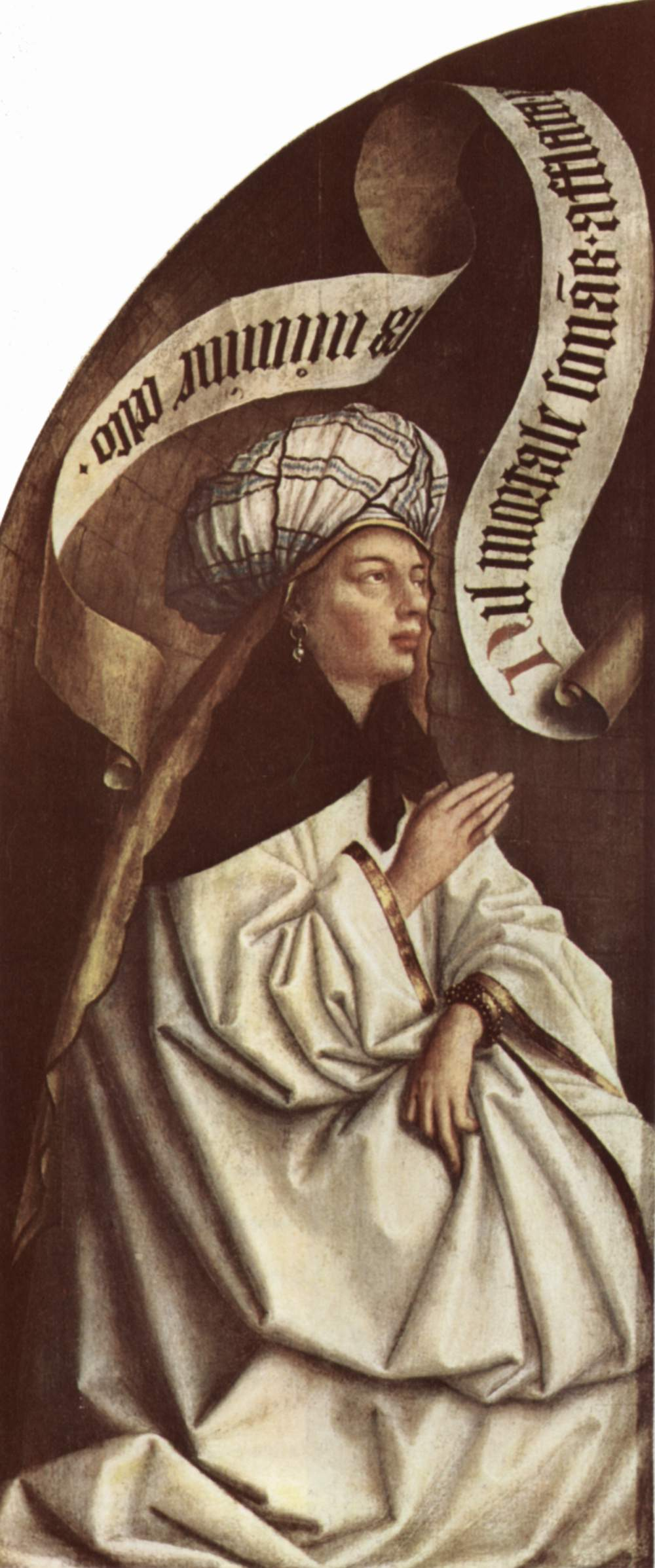
Szibülla – Jan van Eyck genti oltárának Angyali üdvözlet-táblái, 1432 előtt

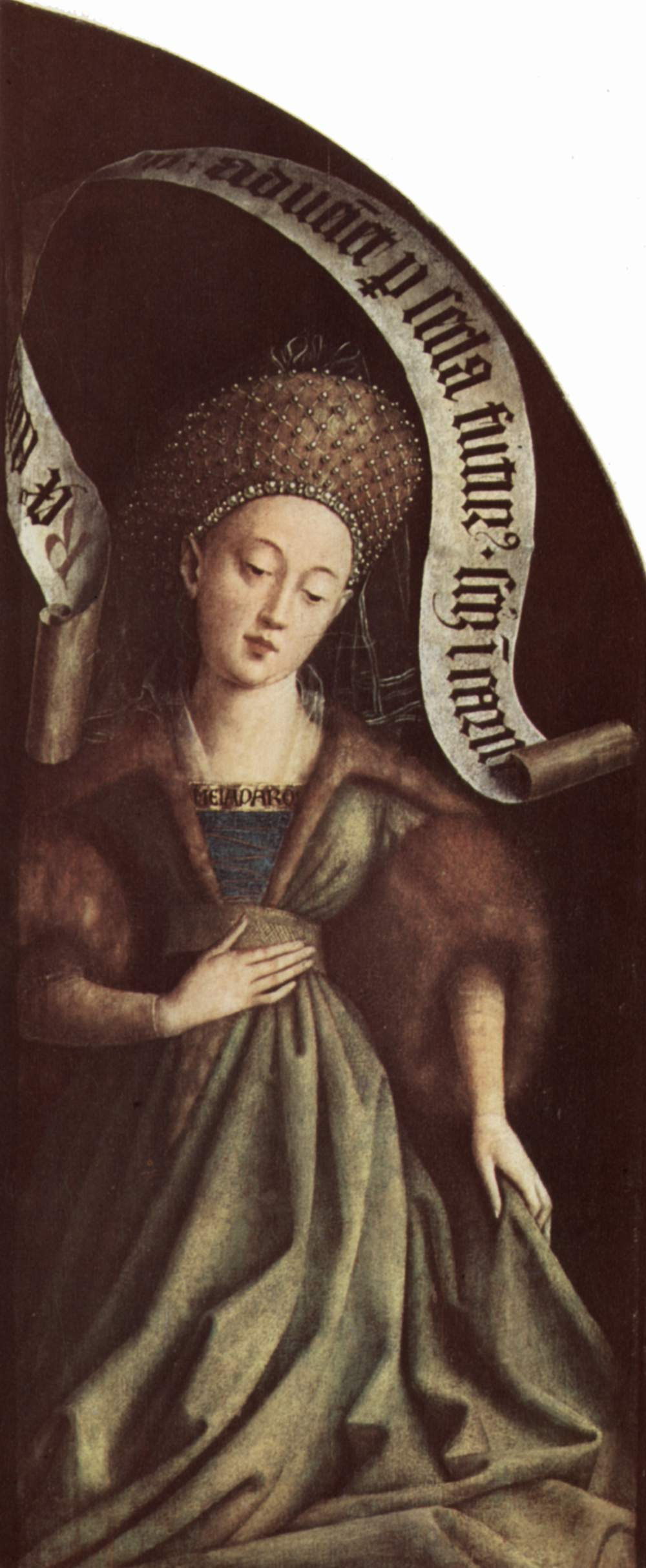
Szibülla – Jan van Eyck genti oltárának Angyali üdvözlet-táblái, 1432 előtt

A középkor keresztény erényekkel ruházta fel a Szibüllák alakját és a Megváltás és az utolsó ítélet hírnökeiként ábrázolja őket:
Dies irae, dies illa

Solvet saeclum in favilla

Teste David cum Sibylla.
Ama nap, a harag napja,

e világot lángba dobja:

Dávid és Szibilla mondja.

(Babits Mihály fordítása)
Celanói Tamás: Az utolsó ítéletről való szekvenciája, a Dies irae mai napig része a katolikus gyászmise szertartásoknak (és Mozart Requiemjének). „A középkorban Varro katalógusát további két jósnővel egészítették ki, talán a tizenkét apostolnak megfelelően. Egy ugyancsak a középkorból származó német népkönyv Sába királynőjét, mint tizenharmadik Sibyllát emlegette a jósok sorában.”
A kor festményein idős asszonyokként jelennek meg legfőbb jelképükkel, a jóskönyvekkel. Legismertebbek Michelangelo monumentális portréi, aki a Sixtus-kápolna mennyezetfreskóján a bibliai próféták mellett öt Szibüllát ábrázol. Alakjuk megjelenik még Giotto, Raffaello, Domenichino, Baccio Baldini, Matteo di Giovanni, Pietro Perugino és a Van Eyck fivérek festményein.

### A héber Szibülla
A keresztény-római világ kibővítette a Szibüllák sorát a Sabba vagy Sambethe nevű héber Szibüllával, aki alakjában egyesíti a babiloni (káldeai) és egyiptomi Szibüllák mítoszait. Bár kétségtelenül kitalált figura, mégis őt tartják a Szibülla-jóslatok az Oraculina Sibyllina szerzőjének.

## A Szibülla-könyvek
A klasszikus latin szerzők szerint a küméi Szibülla kilenc könyvben írta le jóslatait. Ezeket egy küméi asszony óriási összegért ajánlotta fel – Plinius szerint – Tarquinius Superbusnak, az utolsó római királynak (i. e. 534-510) vagy – Varro szerint – Tarquinius Priscusnak, az ötödik királynak (i. e. 579-ben). Amikor az uralkodó visszautasította, az asszony három könyvet tűzbe vetett, majd a maradék hatot ismét megvételre ajánlotta. Az újabb visszautasításra megint elégetett hármat; végül elérte, hogy a maradék háromért megkapta az eredeti árat. Ezeket a könyveket a Capitoliumon, Iuppiter templomában őrizték, kezdetben 2, majd 10, később 15 tagú papi testület felügyelete alatt. A papok feladata volt, hogy tanulmányozzák a könyveket és a negatív isteni jelek értelmezésével derítsék ki, milyen szertartásokat kell végezni a szerencsétlenségek enyhítésére vagy elkerülésére. Ám úgy tűnik, a Szibülla-könyvek sorsa mindenképpen a tűzhalál volt, ugyanis a megmaradt három jóslatgyűjtemény i. e. 83-ban szintén elégett, az őrzésükre kijelölt templommal együtt.
Ezek a Szibülla-könyvek – a leginkább elfogadott mai álláspont szerint – a Szolón idejében élt hellészpontoszi Szibülla görög nyelven, hexameterekben szerkesztett jóslat-gyűjteménye volt. E könyvek később Erüthraiba, innen Kümébe, majd Tarquinius Superbus uralkodása alatt Rómába kerültek, és a fenti monda szerint megsemmisültek.
Az eredeti Szibülla-könyvek pusztulása után a római szenátus követeket küldött Erüthraiba, Szamoszra, Iliumba és Itália különböző területeire, hogy hasonló jóslatokat gyűjtsenek. Ezt az új gyűjteményt először a helyreállított Jupiter templomban, majd Augustus császár parancsára i. e. 12-től a Palatinuson álló Apolló templomban őrizték egészen 405-ig, amikor Stilicho dühében tűzbe dobatta őket. A Sibylla-tekercsek jelentős szerepet játszottak a római mitológia átalakulásában, görög és kis-ázsiai kultuszok Rómába kerülésében. A jóslatok ugyanis általában ezen területek kultuszainak ápolását írták elő. Így került Rómába i. e. 443-ban egy járvány miatt Apollón kultusza (római Apollo), i. e. 312-től Héraklész (római Hercules), i. e. 293-ban egy újabb járvány alkalmával Aszklépiosz (római Aesculapius), valamint a pergamoni Magna Mater.
A fentebb említett könyvek semmiféle kapcsolatban nincsenek azzal a 12 részes, szintén görög nyelven hexameterekben írt versgyűjteménnyel, amely Oraculina Sibyllina név alatt maradt ránk. Ezen jóslatok az i. e. 2. század és i. sz. 5. századokból (legnagyobb része az i. sz. 2-3. századból) valók; továbbá pogány, zsidó és ókeresztény eredetű történetek keverednek benne. A prófétikusan megfogalmazott jóslatok között sok rege szól a Messiás eljöveteléről, az utolsó ítéletről, templomokról, városokról és a Római Birodalom bukásáról, de erkölcsi tanítások is találhatók benne. A legendák szerint ez a gyűjtemény a Krisztus előtt élt héber Szibülla munkája, de valódi szerzője vagy szerzői ismeretlenek, akik valószínűleg Lactantius kora után, I. Justinianus idején élhettek. A Szibülla-jóslatok Jézusra utaló részeit e jóskönyv nyomán magyarázta a keresztény egyház.
Nyomtatott formában elsőként 1841-56 között Párizsban Alexandre adta ki, majd 1852-ben Lipcsében Friedlieb kiadásában jelent meg a két kötetes könyv, Die Sibyllinischen Weissagungen címmel.

## Földrajzi elnevezés
Olaszországban az Appenninek keleti oldalán, közel az Adriához található a Monti Sibillini Nemzeti Park. Néhány kutató szerint itt keresett menedéket egy szibülla, azért kaphatta a hegység a nevét.

## Szibüllák temploma
- Izabela Czartoriska lengyel hercegnő Szibüllák temploma (lengyelül: Świątynia Sybilli w Puławach) néven építtetett egy rotundát a birtokán, melyben létrehozta az első lengyel múzeumot, a krakkói Czartoryski Múzeum elődjét.

## Magyar forráskiadás
- Toókos Péter János: A III. szibillakönyv. Irodalmi és teológiai bevezetés; KRE–L'Harmattan, Bp., 2020 (Károli könyvek. Monográfia)

### Klasszikus Szibüllák
- A Pallas nagy lexikona – Sibyllák (magyar)
- Sibylla (magyar)
- John Burnet Early Greek Philosophy, 63., 64. brief analysis, 65. the fragments (angol)
- Jewish Encyclopedia: Sibyl (angol)
- The Sibyls Archiválva 2005. április 3-i dátummal a Wayback Machine-ben (angol)

### Középkori Szibüllák
- Series of twelve etchings of Sibyls[halott link]: by Master IHS, 1572. (angol)
- Late Gothic illustrations of twelve sibyls (angol)

### Modern Szibülla-ábrázolások
- Pjetër Bogdani, "The Songs of the Ten Sibyls" modern költészet, albán nyelvből fordítva (angol)
- The Sibyl Gallery (angol)
- T.S. Eliot's The Waste Land Előszava Petronius' Satyricon-jából (Kr. u. 1. század) származik. A mondat fordítása: "Láttam Szibüllát lógni a hordóban Cumae-ben; és 'mikor a fiúk kérdezték: "Szibülla, mit keresel ott?", azt mondta: "Halni akarok". (angol)
- Rowling Harry Potter-regénysorozatában a jóslástan-tanárnő neve Sybill Trelawney.